# Setodes falcatus
Setodes falcatus är en nattsländeart som beskrevs av Georg Ulmer 1930. Setodes falcatus ingår i släktet Setodes och familjen långhornssländor. Inga underarter finns listade i Catalogue of Life.